# Efe Irele
Efeilomo Michelle Irele  es una actriz y modelo nigeriana más conocida como Efe Irele.

## Biografía
Irele nació el 4 de septiembre de 1990 y tiene tres hermanos.
Tiene una licenciatura en Sociología de la Universidad de Bowen y una maestría en Gestión de Recursos Humanos de la Universidad de Chester, Reino Unido.
Debutó como modelo y protagonizó el video Like to Party de Burna Boy en el 2012. También protagonizó el video Sade de Adekunle Gold. Como actriz ha sido parte del elenco de distintas películas y series de Nollywood, incluyendo Real Side Chics, Wrong Kind of War, Ire's Ire, Zahra y Scandals.
Consiguió su primer papel en la serie de televisión de Iroko del 2016, Aso Ebi.

## Filmografía
- Mourning Karen (2017)
- The Real Side Chics (2017)
- Zahra (2017)
- Jon Ajai (2017)
- Aso Ebi (2016 – 2017)
- Single Ladies
- Lagos Real Fake Life (2018)
- Stronger Together (2018)
- Blood Letters (2018)
- Wrong Kind of War (2018)
- Diva (2018)
- Scandals (2018)
- Sophia (2018)
- Finding Happiness (2018)
- Blind Voice (2019)
- Two Weeks in Lagos (2019)
- Descendants of the Earth (2019)
- Akpe (2019)
- Manifestation (2020)
- Becca’s List (2020)
- Poor-Ish (2020)
- Sweet Melony (2020)
- Separated (2020)
- When the Lemons Come (2020)[3]

## Premios y nominaciones
| Año  | Premios                           | Categoría                                 | Resultado | Ref.  |
| ---- | --------------------------------- | ----------------------------------------- | --------- | ----- |
| 2018 | Premios City People Entertainment | Mejor actriz prometedora del año (inglés) | Ganadora  | [ 9 ] |
| 2018 | Premios City People Entertainment | Mejor actriz revelación del año (inglés)  | Ganadora  | [ 9 ] |